# Glavnica Gornja
Glavica Gornja település Horvátországban, Zágráb főváros Szeszvete városnegyedében. Közigazgatásilag a fővároshoz tartozik.

## Fekvése
Zágráb városközpontjától légvonalban 18, közúton 25 km-re északkeletre, a Medvednica-hegység keleti részén fekszik.

## Története
A területén eddig talált régészeti leletek alapján vidéke már a legősibb idők óta lakott. A szomszédos Glavnica Donja közelében található Kuzelin nevű régészeti lelőhely leletei a legjelentősebbek közé tartoznak a Zágrábhoz tartozó területen. Itt a bronzkor tárgyain kívül a kelta időkből származó tárgyakat is találtak, amelyek a Zágráb környékén egyedieknek számítanak a maga nemében: fibulák, ezüst érmék, luxus grafitos és barna polírozott kerámiák, valamint egy 511 méteres magasságban fekvő kelta erőd maradványai. A legfontosabb leletek azonban az ókor végéről és népvándorlás idejéből, a 4. és 6. századból származnak. Az itt álló ősi erődítményt abban az időben új, kőből épített védművekkel és bejárati rámpával újították fel. Az utolsó, Zágráb földjén élt rómaiak szalmával borított mészkőpadlós faházakat építettek. Később katonai egységek érkeztek, hogy megvédjék a Dunavidék és az Adria közötti legrövidebb stratégiai útvonalat.
A középkori Glavnica első írásos említése „Glaunicha” alakban 1260-ban IV. Béla király oklevelében történt, melyben a király Glaunicha birtokát Perchinus comesnek adja. Ezt követően is még többször szerepel a középkori oklevelekben, így 1345-ben a Hahót nembeli Miklós bán oklevelében, majd 1426-ban a zágrábi káptalan oklevelében is nemesi névben szerepel.
Az első katonai felmérés térképén „Glavnicza” néven található. Lipszky János 1808-ban Budán kiadott repertóriumában „Glavnicza” néven szerepel. Nagy Lajos 1829-ben kiadott művében „Glavnicza” néven 59 házzal, 501 katolikus vallású lakossal találjuk. Később a település két részre, Donja- és Gornja Glavicára vált szét.
A településnek 1857-ben 386, 1910-ben 476 lakosa volt. A trianoni békeszerződés előtt Zágráb vármegye Zágrábi járásához tartozott. 1941 és 1945 a Független Horvát Állam része volt, majd a szocialista Jugoszlávia fennhatósága alá került.
1991-től a független Horvátország része. 1991-ben teljes lakossága horvát nemzetiségű volt. A településnek 2011-ben 226 lakosa volt.

## Népessége
| Lakosság változása | Lakosság változása | Lakosság változása | Lakosság változása | Lakosság változása | Lakosság változása | Lakosság változása | Lakosság változása | Lakosság változása | Lakosság változása | Lakosság változása | Lakosság változása | Lakosság változása | Lakosság változása | Lakosság változása | Lakosság változása |
| ------------------ | ------------------ | ------------------ | ------------------ | ------------------ | ------------------ | ------------------ | ------------------ | ------------------ | ------------------ | ------------------ | ------------------ | ------------------ | ------------------ | ------------------ | ------------------ |
| 1857               | 1869               | 1880               | 1890               | 1900               | 1910               | 1921               | 1931               | 1948               | 1953               | 1961               | 1971               | 1981               | 1991               | 2001               | 2011               |
| 386                | 0                  | 0                  | 0                  | 329                | 476                | 416                | 455                | 451                | 437                | 386                | 315                | 310                | 311                | 263                | 226                |

(1869 és 1890 között lakosságát Glavnica néven Donja Glavnicához számították.)

## Nevezetességei
Védett műemlék a Kašnar településrészen, a Gajeva utca 54. szám alatti fa lakóház.